# Ben Tee
Ben Tee är ett berg i Storbritannien.   Det ligger i kommunen Highland och riksdelen Skottland, i den nordvästra delen av landet, 700 km nordväst om huvudstaden London. Toppen på Ben Tee är 883 meter över havet, eller 335 meter över den omgivande terrängen. Bredden vid basen är 2,2 km.
Terrängen runt Ben Tee är huvudsakligen kuperad.Runt Ben Tee är det mycket glesbefolkat, med 2 invånare per kvadratkilometer. Närmaste större samhälle är Spean Bridge, 15,8 km söder om Ben Tee. I omgivningarna runt Ben Tee växer i huvudsak blandskog.